# 大海一雄
大海 一雄（おおうみ かずお、1932年 - ）は、日本の作家、建築家。

## 経歴
1932年、大阪で生まれる。
1955年大阪工業大学建築学科卒業。以降、神戸市役所に職員として入庁し、市営住宅や公共建築を手掛ける。また、神戸市住宅供給公社で分譲住宅も手掛ける。タウンハウスの建設は、住宅設計などに新天地を開いた。
1984年、神戸大学非常勤講師となる（〜1987年）。
1993年、神戸地下街株式会社に入社する（〜1996年）。
1996年、流通科学大学商学部教授となる（〜2001年）。
2001年、兵庫県建築士会会長となる（〜2005年）。
2003年、西神ニュータウン研究会を立ち上げる。
2022年、神戸市文化活動功労賞受賞
現在、西神ニュータウン研究会会長、NPOグレーター西神音楽ネット理事、兵庫県建築士会顧問。

## 著作

### 単著
- 家に床下は必要か 1998年8月1日 メタモル出版
- 西神ニュータウン物語 2008年12月28日 神戸新聞総合出版センター
- 須磨ニュータウン物語 2012年2月20日 神戸新聞総合出版センター
- 神戸の住宅地物語 2013年9月26日 神戸新聞総合出版センター
- KOBE西区 こんなまち 2017年3月 神戸新聞総合出版センター
- 神戸の鉄道物語 2022年3月10日 公人の友社[1]

### 共著
- タウンハウスの実践と展開 著：延藤安弘、大海一雄 1983年7月1日 鹿島出版会